# Pinguiochrysidaceae
Famille
Les Pinguiochrysidaceae sont une famille d'algues de l'embranchement des Ochrophyta  de la classe des Pinguiophyceae et de l’ordre des Pinguiochrysidales.
Le pourcentage élevé d'acides gras insaturés et l'absence de paroi cellulaire de ces algues les rendent utilisables comme source d'acides gras insaturés pour l'alimentation animale.

## Étymologie
Le nom vient du genre type Pinguiochrysis, dérivé du préfixe latin pingue-, « gras ; graisse », et du suffixe grec χρυσός / khrusos, « couleur or », pingue faisant référence à l'abondance d'acides gras dans les cellules de cet organisme, et chrysis rappelant l'ancienne appartenance de celui-ci à la classe des Chrysophycées.

## Description
Ces algues seraient dérivées d'un ancêtre hétérokonte typique avec un flagelle antérieur en forme de guirlande, ayant des poils tripartites et un flagelle postérieur lisse en forme de fouet ; de nombreux genres ont cependant perdu un ou les deux flagelles au cours de l'évolution. Les chloroplastes ont deux membranes de réticulum endoplasmique, la membrane externe étant continue avec l'enveloppe nucléaire. Une ceinture de thylakoïdes apparaît sous l'enveloppe du chloroplaste. On note la présence de pyrénoïdes dans le chloroplaste et de mitochondries dont les crêtes sont tubulaires. Divers composés organiques y ont été détecté (pigments liés à la chlorophylle A et C, fucoxanthine, violaxanthine, zéaxanthine et carotène.

## Liste des genres
Selon AlgaeBase (14 mars 2022) et World Register of Marine Species (14 mars 2022) :
- Glossomastix C.J.O'Kelly, 2002
- Phaeomonas D.Honda & I.Inouye, 2002
- Pinguiochrysis M.Kawachi, 2002   genre type
- Pinguiococcus R.A.Andersen, D.Potter, D.& J.C.Bailey, 2002
- Polypodochrysis Magne, 1975

## Systématique
La famille des Pinguiochrysidaceae a été créée en 2002 par Masanobu Kawachi (d), Mika Atsumi, Hisato Ikemoto et Shigetoh Miyachi.